# Майстер ФІДЕ
Майстер ФІДЕ (англ. FIDE Master, англ. FM) — міжнародне шахове звання (титул) нижче Міжнародного Майстра, але вище Кандидата в Майстри. Шахісту для отримання звання потрібно досягнути рівня рейтинга Ело не нижче:
- 2300 — для чоловіків.
- 2100 — для жінок.

Практикується з 1978 року.